# Sergio Marchant
Sergio Marchant Muñoz (Valparaíso, 17 de septiembre de 1961-Antofagasta, 15 de mayo de 2020) fue un futbolista chileno, que se desempeñaba como volante de creación y su especialidad eran los tiros de pelota detenida. Fue capitán de Deportes Antofagasta, club donde era apodado «El Gitano de Oro», «El Bambino de Oro» –bajo la era de Andrija Perčić– y «Guru Guru».[cita requerida]

## Biografía
Comenzó su carrera en Unión San Felipe en 1980, con el equipo del Valle del Aconcagua logró el ascenso a la Primera División en la temporada 1982, convirtiéndose en la figura del equipo. Posteriormente, jugó en Naval, Fernández Vial, Deportes Antofagasta, Deportes Temuco, Rangers, Santiago Wanderers y, nuevamente, en Deportes Antofagasta.
Por la selección chilena jugó los Juegos Olímpicos de 1984 y en un seleccionado joven que en 1985 realizó una gira por Singapur e Indonesia bajo la dirección de Luis Ibarra.
Tuvo sus mejores actuaciones en la década de 1980, siendo el capitán de Deportes Antofagasta y un ídolo local que llevó a "Los Pumas" a ser campeones del Torneo de Apertura de Segunda División en 1990.
Tras su retiro se desempeñó como entrenador.

## Clubes

### Como jugador
| Club                 | País  | Año       |
| -------------------- | ----- | --------- |
| Unión San Felipe     | Chile | 1980-1985 |
| Naval                | Chile | 1986      |
| Fernández Vial       | Chile | 1987-1988 |
| Deportes Antofagasta | Chile | 1989-1991 |
| Deportes Temuco      | Chile | 1992-1993 |
| Santiago Wanderers   | Chile | 1993      |
| Rangers              | Chile | 1994      |
| Unión San Felipe     | Chile | 1995      |
| Deportes Antofagasta | Chile | 1995-1998 |

### Como entrenador
| Club                 | País  | Año       | PJ | PG | PE | PP | Efectividad |
| -------------------- | ----- | --------- | -- | -- | -- | -- | ----------- |
| Revisora Ormazábal   | Chile | 2006-2008 | ?  | ?  | ?  | ?  | ?           |
| Deportes Antofagasta | Chile | 2014-2015 | 4  | 2  | 1  | 1  | 58.33%      |
| Nortino Clásico FC   | Chile | 2019-2020 | ?  | ?  | ?  | ?  | ?           |